# 페루올드필드쥐
페루올드필드쥐(Thomasomys eleusis)는 비단털쥐과에 속하는 설치류이다. 페루에서만 발견된다.